# Dmitri Alexejewitsch Chlestow
Dmitri Alexejewitsch Chlestow (russisch Дмитрий Алексеевич Хлестов, wiss. Transliteration Dmitrij Alekseevič Chlestov; * 21. Januar 1971 in Moskau) ist ein ehemaliger russischer Fußballspieler.
Er spielte für Spartak Moskau, Beşiktaş Istanbul, Torpedo-Metallurg Moskau und FC Sokol Saratov.

## Karriere
Er spielte 49 mal für die Russische Fußballnationalmannschaft und war Teilnehmer der Fußball-Weltmeisterschaft 1994. Khlestov ist neben seinem ehemaligen Teamkollegen Dmitri Ananko einer von zwei Spielern, die insgesamt acht Mal die russische Liga gewonnen haben und damit Rekordhalter mit den meisten Meisterschaften sind.
Nach 2008 spielte er in einigen Amateurmannschaften.

## Erfolge
- Premjer-Liga Gewinner in 1992, 1993, 1994, 1996, 1997, 1998, 1999, 2000
- Russischer Fußballpokal Gewinner in 1992, 1994, 1998, 2003
- Atatürk-Pokal Gewinner 2000